# Леон, Алонсо де
Ало́нсо де Лео́н известный, как «Эль-Мозо» (Младший) (исп. Alonso de León; около 1639, Кадерейта Хименес (ныне Монтеморелос штата Нуэво-Леон, Мексика) — 21 марта 1691, там же) — испанский генерал, путешественник-исследователь Северной Америки.

## Биография
Родился в семье генерала Алонсо де Леона, знаменитого летописца, историка и конкистадора. В возрасте 10 лет был отправлен в Испанию на учёбу в военно-морскую школу. В 1657 году вступил на службу в испанский флот, но уже в 1660 году вернулся в Нуэво-Леон.
В течение следующих десятилетий возглавлял несколько экспедиций, которые пересекали северо-восточную часть Новой Испании, к берегам Рио-де-Сан-Хуан. В 1680-е годы стал успешным предпринимателем, занимавшимся добычей соли.
В 1682 году он обратился с ходатайством к вице-королю Новой Испании Томасу Антонио де ла Серда-и-Арагону с просьбой разрешить ему проведение работ на солевых месторождениях вдоль р. Рио-де-Сан-Хуан, и ведение торговли с соседними поселениями. Обращение было удовлетворено и ему передали месторождения в концессию на 15 лет.
Тогда же поступило известие о том, что в 1684 году французский исследователь Кавелье де Ла Саль возглавил экспедицию, целью которой было создание колонии в устье реки Миссисипи. Вместо этого колонисты оказались на побережье Техаса, где Ла Саль основал поселение. Когда испанские лидеры получили сообщение о том, что французы основали поселение на северном побережье Мексиканского залива, и к середине 1680-х годов достигли Новой Испании, А. де Леон был выбран, чтобы возглавить усилия по поиску и изгнанию французских колонистов.
В целом, между 1686 и 1689 годами он провёл четыре экспедиции. Походы 1686 и 1687 годов не дали никаких результатов. Его первая экспедиция прошла по маршруту: река Рио-де-Сан-Хуан до её слияния с Рио-Гранде. Добравшись до большой реки прошёл вдоль правого берега к побережью, а затем повернул на юг к Рио-де-Лас-Пальмас.
Его вторая экспедиция вышла в феврале 1687 года. Дошла в Рио-Гранде и проследовала по левому берегу к побережью. Затем А. де Леон отправился на побережье Техаса в окрестности залива Баффин, но снова не нашел свидетельств присутствия французов. Третья экспедиция, начатая в мае 1688 года, была следствием известия о том, что какой-то белый человек живёт среди индейцев к северу от Рио-Гранде. Эти поиски привели к обнаружению Жана Жарри, обнажённого, старого и запутанного француза. Четвертая экспедиция в составе 114 человек отправилась 27 марта 1689 года. 22 апреля его партия обнаружила руины французского поселения.
С 1667 по 1675 год он служил мэром Кадереиты, с 1682 по 1684 годы был губернатором Нуэво-Леона. В 1687 году был назначен губернатором Коауила.
Участвовал в создании первой испанской миссии в Восточном Техасе. Исследовал окрестности Старой дороги Сан-Антонио. Во время своих экспедиций дал названия нескольким рекам Техаса, включая реку Гуадалупе, впадающую в Мексиканский залив, Медину, Нуэсес, Тринити и Сан-Маркос.